# Гуаньчжун

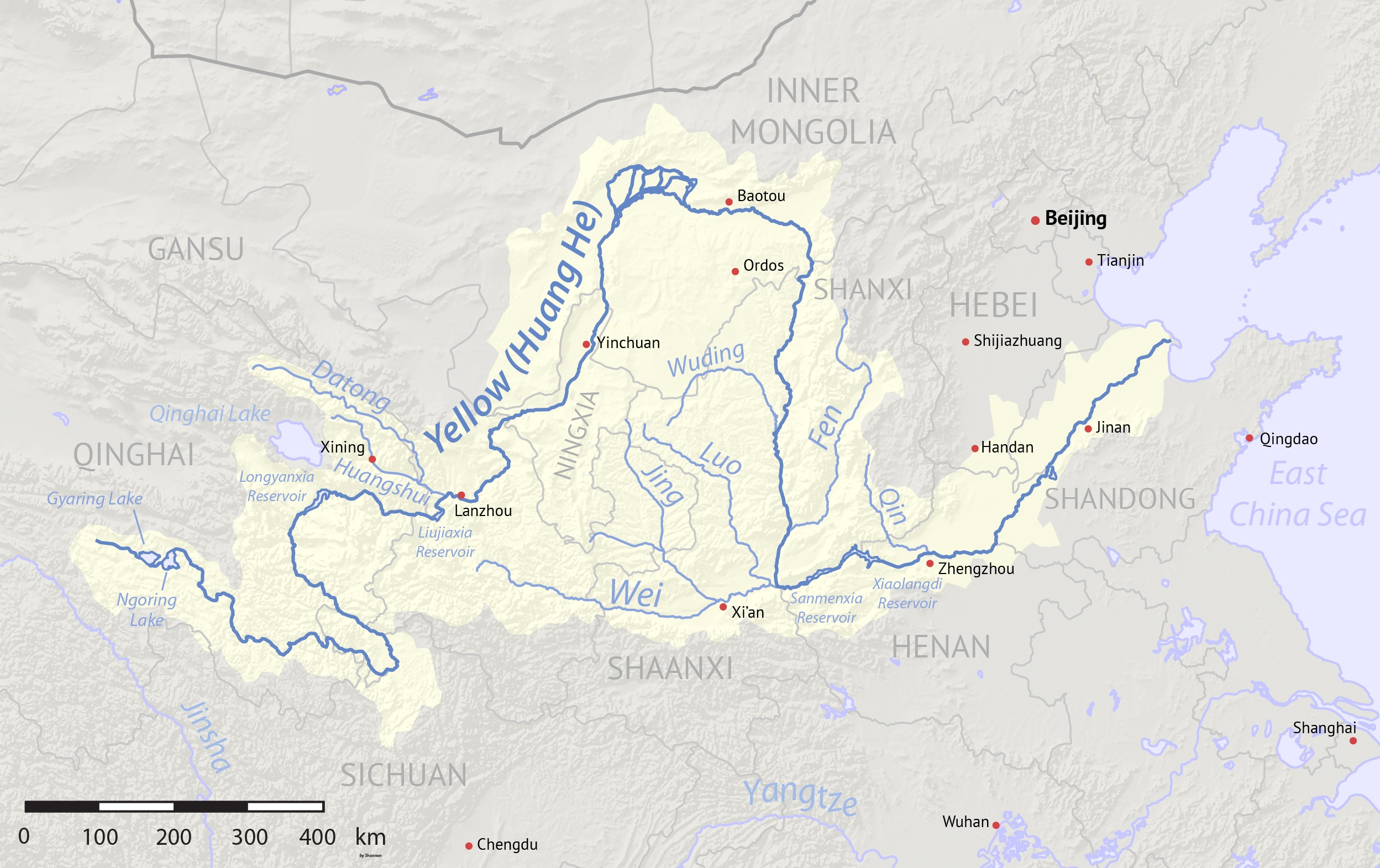
Бассейн реки Хуанхэ (Жёлтая). Гуаньчжун — в юго-восточном углу прямоугольника, образуемого реками Хуанхэ и Вэйхэ (Вэй).

Гуаньчжун (кит. упр. 关中, пиньинь Guānzhōng), равнина Гуаньчжун — буквально «внутри, в середине (горных) проходов», то есть «в пределах собственно Китая» — исторический регион Китая в долине реки Вэйхэ (правого притока Хуанхэ). Расположен к северу от горного хребта Циньлин и к западу от Центральной равнины, на севере примыкает к Лёссовому плато. Находится на высоте 520 м над уровнем моря. Центральная часть современной провинции Шэньси. Гуаньчжун — один из основных исторических регионов формирования китайского этноса, исторический центр китайской государственности. Известен также как Циньчуань. В Гуаньчжуне находились древние столицы Китая города Хао, Сяньян и Чанъань (современный Сиань).
Гуаньчжун — древнейший земледельческий район Китая. Здесь найдены следы неолитической культуры Яншао. Гуаньчжун был местом первоначального обитания племени чжоу, центром царства Чжоу и Западного Чжоу. В Период Сражающихся царств был западной окраиной китайской цивилизации и входил в царство Цинь, являясь его центральной частью. После объединения Китая Гуаньчжун стал центром империи Цинь, а затем — империй Хань, Суй и Тан. В нём находилась столица этих империй город Чанъань.
В эпохи Хань и Тан Гуаньчжун был политическим и экономическим центром Китая. Однако уже во время Тан экономический центр Китая смещается на юг, в бассейн реки Янцзы, и Гуаньчжун становится всё более зависимым от снабжения по Великому каналу. После разрушения Чанъаня в последние годы существования империи Тан Гуаньчжун теряет своё политическое и экономическое значение.
Климат Гуаньчжуна континентально-муссонный, умеренный. Характеризуется чёткой сменой четырёх сезонов.
Из продовольственных культур первое место занимает пшеница, значительны посевы проса, возделывают также рис, гаолян, кукурузу. Посевы лучших в Китае сортов хлопчатника. Выращивают также масличные и сахарную свёклу. Животноводство играет второстепенную роль; разводят овец, коз, крупный рогатый скот, ослов.
Промышленность получила развитие после образования КНР. Добываются уголь, нефть, железная руда. Развиты чёрная металлургия, машиностроение (производство энергетического оборудования, станков, локомотивов, вагонов, текстильных и сельскохозяйственных машин), электроника и химическая промышленность. Хлопчатобумажная промышленность.
Крупнейшим городом и промышленным центром региона является Сиань, в Гуаньчжуне расположены также города Тунчуань, Баоцзи, Сяньян, Вэйнань.